# Parque solar Azabache
El Parque Solar Azabache es una central solar ubicada a 10 km de Calama, en la región de Antofagasta, Chile. Tiene una capacidad instalada de 60,9 MW, y funciona de manera conjunta con el parque eólico Valle de los Vientos de 90 MW, siendo la primera planta industrial híbrida del país.
La planta tendrá una producción promedio anual estimada de 184 GWh que se inyectarán al Sistema Interconectado y se calcula que evitará la emisión de aproximadamente 136.300 toneladas de CO2 a la atmósfera gracias a sus 154.710 paneles bifaciales, con una potencia de 395 Wp cada uno, los cuales tienen una mayor eficiencia para captar la radiación solar, ya que pueden aprovechar la radiación reflejada del suelo con posibilidades de producir hasta un 20% más respecto a los paneles monofaciales.